# Clube Cultural e Desportivo Torreira-Praia
O Clube Cultural e Desportivo Torreira-Praia, mais conhecido por Torreira-Praia, é um clube de futebol fundado em 31 de dezembro de 1980 e localizado no distrito de Aveiro, em Portugal. Participou nos campeonatos de futebol masculino sénior da Associação de Futebol de Aveiro, começando a meio da década de 80 e continuando por mais de uma dúzia de épocas. A sua primeira época nos campeonatos seniores da A.F. Aveiro foi em 1984/85.  O seu jogador mais conceituado chamava-se Arlindo.
Como adversário-mor, tinham o S.M. Murtoense, com o qual empataram 0-0 no seu primeiro confronto oficial, em 1984/85. Na segunda volta, a poucas jornadas do final da prova, o Torreira-Praia voltou a empatar com os rivais do outro lado da Ponte da Varela. Desta feita, o resultado foi de 1-1, tendo os torreirenses chegado ao empate na segunda parte.  Esse empate impediu a subida do S.M. Murtoense, que estava fazendo uma excelente campanha, à 2.ª Divisão Distrital.